# Green Lantern Corps
Green Lantern Corps este numele unei forțe intergalactice de ordine, ea apărând în reviste publicate de către DC Comics, este un derivat al spectrului emoțional. 
Cei care fac parte din această organizație patrulează cele mai îndepărtate puncte ale universului DC, avându-i conducători pe Gardieni, o rasă de nemuritori care locuiesc pe planeta Oa.